# Etmopterus fusus
 Etmopterus fusus  ist eine Art der Gattung Etmopterus innerhalb der Laternenhaie (Etmopterinae; wird auch als Familie Etmopteridae eingestuft). Er erreicht eine Körperlänge von etwa 25 Zentimeter bei einer Maximallänge von mindestens 30 Zentimeter. Das Verbreitungsgebiet dieser Art umfasst Teile im östlichen Indischen Ozeans vor der Küste Nordwest-Australiens (punktuelle Nachweise) sowie eventuell im Bereich der Insel Java.

## Aussehen und Merkmale
Etmopterus fusus ist ein sehr kleiner Hai mit einer bekannten Körperlänge von etwa 25 Zentimeter bei einer Maximallänge von mindestens 30 Zentimeter. Er hat einen für die Laternenhaie typischen, langgestreckten Körper mit einem langen, breiten und oberseits abgeflachten Kopf. Die Körperfarbe ist dunkelgrau bis schwarz und die Unterseite ist sehr dunkel. Er besitzt zudem schwarze Zeichnungen über und hinter den Analflossen, am Schwanzstiel und am zentralen Teil der Schwanzflosse. Die Flossen sind etwas heller als der Körper und haben schwarze Ränder. Außerdem besitzt er die für die Laternenhaie typischen Leuchtorgane an der Bauchseite.
Er besitzt keine Afterflosse und zwei Rückenflossen mit den ordnungstypischen Stacheln vor den Rückenflossen. Die erste Rückenflosse beginnt hinter den Brustflossen und ist weniger als halb so groß wie die zweite. Wie alle Arten der Familie besitzen die Tiere fünf Kiemenspalten und haben ein Spritzloch hinter dem Auge.

## Verbreitung

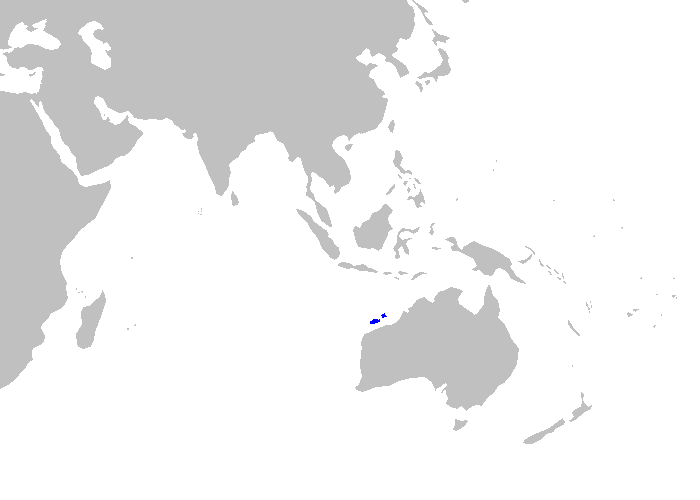
Verbreitungsgebiet des Zwerg-Laternenhais

Das Verbreitungsgebiet dieser Art umfasst Teile im östlichen Indischen Ozeans vor der Küste Nordwest-Australiens (punktuelle Nachweise) sowie eventuell im Bereich der Insel Java. Hier ist er aus Tiefen von 430 bis 550 m bekannt.

## Lebensweise
Etmopterus fusus lebt im Bereich des oberen Kontinentalschelfs bis zum Grund. Wie andere Haie ernährt er sich räuberisch, wahrscheinlich von kleineren Fischen und wirbellosen Tieren. Über seine Lebensweise liegen nur wenig Daten vor. Er ist wie andere Arten der Ordnung lebendgebärend (ovovivipar).

## Gefährdung
Etmopterus fusus ist in der Roten Liste der IUCN als nicht gefährdet gelistet. Er hat als Speisefisch keine Bedeutung und wird entsprechend nicht gezielt befischt.

## Belege
1. 1 2  Etmopteridae.: Lantern sharks. In: Compagno et al. 2004
2. ↑  Etmopterus fusus in der Roten Liste gefährdeter Arten der IUCN 2024.1. Eingestellt von: Kyne, P.M. & Cavanagh, R.D., 2015. Abgerufen am 14. Oktober 2024.